# Lingua k'iche'
La lingua kʼicheʼ (AFI: [kʼiˈtʃeʔ]), detta anche qatzijobʼal (lett. "la nostra lingua") o quiché (AFI: /kiːˈtʃeɪ/), è una lingua maya del Guatemala, parlata dall'omonimo gruppo etnico nativo americano. Con oltre un milione di nativi (intorno al 7% della popolazione del Guatemala), il kʼicheʼ è la seconda lingua più parlata nel paese, dopo lo spagnolo. È anche la lingua indigena americana più parlata in Mesoamerica. Molti nativi delle lingue kʼicheʼ hanno anche una certa conoscenza dello spagnolo.

## Dialetti
Kaufman divise il complesso kʼicheʼ nei seguenti cinque dialetti, dato anche ai comuni rappresentativi:
Orientali
- Joyabaj
- Zacualpa
- Cubulco
- Rabinal
- San Miguel Chicaj

Occidentali
- Nahualá
- Santa Clara La Laguna
- Santa Lucía Utatlán
- Aldea Argueta, Sololá
- Cantel
- Zunil
- San José Chiquilajá, Quetzaltenango
- Totonicapán
- Momostenango

Centrali
- Santa María Chiquimula
- San Antonio Ilotenango
- Santa Cruz del Quiché
- Santo Tomás Chichicastenango

Settentrionali
- Cunén

Meridionali
- Samayac
- Mazatenango

Il dialetto Nahualá presenta alcune differenze rispetto agli altri dialetti: preserva un'antica distinzione tra cinque vocali lunghe (aa, ee, ii, oo, uu) e cinque corte (a, e, i, o, u). È per quella caratteristica linguistica conservatrice che i linguisti guatemaltechi e stranieri hanno attivamente cercato di avere la lingua chiamata k'ichee piuttosto che k'iche' o quiché.

## Fonologia
Il kʼicheʼ ha una fonologia piuttosto conservatrice e non ha sviluppato la fonetica come le lingue vicine (per esempio, le consonanti retroflesse o i toni).

### Accento
L'accento non è fonemico. avviene sull'ultima sillaba, e ogni altra sillaba prima di quella finale in un modello giambico.
Le vocali non accentate sono spesso ridotte ([ɨ] o [ə]) o elisi del tutto, spesso producendo un insieme di consonanti anche all'inizio delle parole. Per esempio, sibʼalaj "molto" dovrebbe essere pronunciato [siɓlaχ], e je na laʼ  "così" [χenðaʔ].

### Vocali
I dialetti kʼicheʼ differiscono nel loro sistema di vocali. Storicamente, il kʼicheʼ ha 10 vocali: cinque corte e cinque lunghe. Alcuni dialetti (per esempio, Nahualá e Totonicapán) hanno 10 vocali, mentre altri (per esempio, Cantel) sono stati ridotte a sei vocali con nessuna distinzione con la lunghezza: la corta /a/ è diventata /ə/ in questi dialetti, e le altre vocali corte sono state unite con le loro controparti lunghe. Sono state proposte diverse convenzioni per l'ortografia delle vocali includendo Proyecto Lingüístico Francisco Marroquín, il Summer Institute of Linguistics (Istituto Estivo della Linguistica) e l'Academia de Lenguas Mayas de Guatemala.
La tabella sottostante mostra i due sistemi di vocali, e le diverse ortografie proposte:
| Fonemi       | Fonemi     | Ortografia | Ortografia | Ortografia |
| Dieci vocali | Sei vocali | PLFM       | SIL        | ALMG       |
| ------------ | ---------- | ---------- | ---------- | ---------- |
| /a/          | /ə/        | a          | ä          | a          |
| /aː/         | /a/        | aa         | a          | a          |
| /e/          | /e/        | e          | ë          | e          |
| /eː/         | /e/        | ee         | e          | e          |
| /i/          | /i/        | i          | ï          | i          |
| /iː/         | /i/        | ii         | i          | i          |
| /o/          | /o/        | o          | ö          | o          |
| /oː/         | /o/        | oo         | o          | o          |
| /u/          | /u/        | u          | ü          | u          |
| /uː/         | /u/        | uu         | u          | u          |

Spesso le vocali subiscono una sincope in penultima sillaba. I dittonghi sono stati trovati nei prestiti.

### Consonanti
Il kʼicheʼ ha sia le occlusive polomari sia le affricativi, p /p/, t /t/, tz /ts/, ch /tʃ/, k /k/, e q /q/, e le controparti glottalizzate bʼ /ɓ/, tʼ /tʼ/, tzʼ /tsʼ/, chʼ /tʃʼ/, kʼ /kʼ/, e qʼ /qʼ/. Il glottalizzato /ɓ/ è un implosivo debole , mentre le altre consonanti glottalizzate sono eiettive. Gli stop polmonari e affricativi sono di solito aspirate.
|                       | Bilabiale | Alveolare | Post- alveolare | Retroflesso | Palatale | Velare  | Uvulare | Glottale |
| --------------------- | --------- | --------- | --------------- | ----------- | -------- | ------- | ------- | -------- |
| Nasali                | m [m]     | n [n]     |                 |             |          |         |         |          |
| Glottalizzate polsive | bʼ [ɓ]    | tʼ [tʼ]   |                 |             |          | kʼ [kʼ] | qʼ [qʼ] |          |
| Plosive Aspirate      | p [pʰ]    | t [tʰ]    |                 |             |          | k [kʰ]  | q [qʰ]  | ʼ [ʔ]    |
| Glottalized affricate |           | tzʼ [tsʼ] | chʼ [tʃʼ]       |             |          |         |         |          |
| Affricate aspirate    |           | tz [tsʰ]  | ch [tʃʰ]        |             |          |         |         |          |
| Fricative             |           | s [s]     | x [ʃ]           |             |          | j [x~χ] | j [x~χ] | h [h]    |
| Approssimate          | w [ʋ]     | l [l]     |                 | r [ɻ]       | y [j]    |         |         |          |

Nell'ovest Quiche, le consonanti approssimate l /l/, r /ɻ/, y /j/, e w /w/ non sonore e fricative in [ɬ], [ʂ], [ç], e [ʍ] finali di parole e spesso prima di consonanti non sonore. In alcuni dialetti l'intervocalica /l/ alternate tra [l] e [ð], ha un cambiamento di suono inusuale. La consonante fricativa [ð] è la più comune tra le vocali o e a e tra due o, e si verifica il più delle volte tra le due a.

## Linguaggio infantile
Contrariamente al modo in cui molte altre lingue usano il tono alto nel discorso diretto ai bambini, è stato dimostrato che il kʼicheʼ maternese non usa il tono alto. I Maya infatti abbassano leggermente il tono quando parlano ai bambini, poiché nella cultura Quiché il tono alto è molto spesso usato per rivolgersi a persone di alto rango.